# گزنه توپی
گرنه توپی، گزنه رومی (نام علمی: Urtica pilulifera) نام یک گونه از سرده گزنه است.